# Älven (roman)
Älven (finska: Väylä) är en roman av Rosa Liksom, som utgavs på finska 2021 och i svensk översättning av Janina Orlov i februari 2023 under boktiteln Älven. Romanen är en berättelse från den nordfinska evakueringen under Lapplandskriget 1944-1945. 
Romanen skildrar en trettonårig flicka, som tvingats lämna sin hemmagård i finska Lappland tillsammans med granngårdens piga och stalldräng samt åtta kor och en kalv. Hennes bröder har stupat och hennes pappa är inkallad i armén och hennes psykiskt labila mamma har flytt i förväg. Sällskapet ansluter sig till den stora flyktingkaravanen västerut framför de retirerande tyska trupperna för att komma i säkerhet på den svenska sidan av gränsfloden Torne älv. Det är en marsch fylld av strapatser med hunger och kyla, med ett virrvarr av människor och djur på flykt. De når till slut färjan över Torneälven över till Sverige. Boken berör också de svenska flyktinglägren, där de finländska flyktingarna fick stanna upp till tio månader innan de kunde återvända till det förödda Lappland.
| ”             | Lapplandskriget ignoreras i skolböckerna med några få meningar...För många finländare har denna roman öppnat en helt ny sida i vårt lands historia. De frågar mig varför skolorna inte berättar något om denna tömning av Lappland, denna förflyttning till Sverige. Tydligen är frågan fortfarande tabubelagd på båda sidor om Torneälven. | „ |
| – Rosa Liksom | |   |